# 東城りお
東城 りお（とうじょう りお、1990年9月18日 - ）は、秋田県南秋田郡飯田川町（現潟上市）出身のプロ雀士。日本プロ麻雀連盟所属。Mリーグ・BEAST X所属。2021-22シーズンから2023-24シーズンまでセガサミーフェニックスに所属していた。団体内での段位は四段。

## 来歴
小学生の頃に父親のパソコンゲームを通じて麻雀を知る。一方で、幼少期は走ることが好きで、学校で一番早かった。小学校ではバスケと水泳、中学では陸上部に入るなど活発な生活を送っていたが、高校進学時に肺気胸になりスポーツを断念、高校入学後も帰宅部となってゲームに全てを費やした結果、学校に行く意味を見出せなくなり、高校2年時の修学旅行後に中退。
高校中退後にタレントを目指して17歳で上京。一旦はモデルエージェンシーに所属することが決まったが、引っ越し直後に事務所の社長が逮捕されて事務所が閉鎖になってしまったため契約が無くなりアルバイト生活を送る。19歳の時に知人に雀荘のウエイトレスのアルバイトを紹介され、プロ雀士という職業の存在を知り、プロ雀士を目指すことを決意する。
雀荘のスタッフが日本プロ麻雀協会（協会）の所属プロだったこともあり、2010年・20歳の時に協会のプロテストに合格してプロ雀士となるが、プロ入り後に所属した店にゲストに来ていた伊藤優孝、山田浩之、前原雄大に影響を受けて翌2011年に日本プロ麻雀連盟（連盟）に移籍（プロ入会は2013年）。
2014年に麻雀格闘倶楽部の投票選抜戦で人気3位となる。2015年10月にはMONDO TV『女神降臨』でグラビアを初披露し、グラビアDVDも発売されるなど、グラビアタレントとしても活動。
2018年8月1日、自身のブログで一般男性との婚約を発表。結婚により長野県で生活することとなり、同年、連盟を休会。麻雀番組を見ることも出来ず、雀荘が近くに無かったこともあり、麻雀から離れた生活を送る。しかし、日が経つにつれて麻雀プロとしての生活への欲求が高まった結果、2020年に離婚してプロ雀士として復帰。
2021年2月9日に行われた、「第15期夕刊フジ杯麻雀女王決定戦」の個人戦決勝にて優勝を果たし、初タイトルを獲得した。同年8月2日には、Mリーグドラフト会議にて、セガサミーフェニックスから1巡目指名を受けた。
2021年9月、女流桜花C1リーグは5位。
2021年12月、鳳凰戦Eリーグ降格。
2023年8月、鳳凰戦Dリーグに昇格。
2023年10月10日のMリーグ第一試合で、東家に座った東城の東1局最初の配牌が聴牌となり、あわや天和という場面をつくった（第一自摸が外れたもののダブル立直には行かず、2巡目で両面待ち立直に構えて3巡目で一発自摸の満貫）。
2024年6月10日、魚谷侑未と共にセガサミーフェニックスとの契約満了が発表され、退団が決定した。同年10月1日、潟上市ふるさと応援大使就任。
2025年6月30日、Mリーグ2025-26ドラフト会議にてBEAST Xから2巡目指名を受けた。1シーズン以上Mリーグを離れてから復帰する初のケースとなる。

## 雀風・人物
- 攻撃型の雀風と評される[5]。本人曰く、手組みは「割と最短ルートを辿りたいタイプ」[17]で、アピールポイントは「強気に攻める姿勢を変えずに戦っていくところ」[6]。
- キャッチフレーズは「ミス・パーフェクト」[6]。
- 「東城りお」は本名ではなく芸名であるが、その由来は、『銀魂』14巻に登場した『いちご100%』のパロディの「東城歩（『いちご100%』では東城あや）」から名字の「東城」を、パチスロの『リオパラダイス』（ネット）から名前の「りお」をとった[18]。
- 好きな漫画・アニメは魔法少女まどか☆マギカや銀魂。
- 夜型人間である一方、一日8時間は寝ないと調子が悪い（5時過ぎに寝て14時ぐらいに起きるのが理想）。米を食べないと頭が回らず体力も持たないという[17]。
- 本人曰く、発足初年度の2018-19シーズンからMリーガーになる可能性はあったが、前述の結婚に伴う連盟の休会によりそれが叶わなかったという[5]。
- 雀士の傍ら、2023年には音楽活動も開始している（バンド『Drawing』でボーカル担当）[19]。
- 多井隆晴曰く「中身はオッサン」と言われており、競艇中に雄叫びを上げたり（共演していた近藤誠一の方が可愛いと評するほど）、Mリーグの試合の日に電車にユニフォーム姿で乗ることもある（本人曰く「洗い物が減る」）。

## 主な戦績
- 第15期 夕刊フジ杯 優勝
- 日清焼そば U.F.O. presents 麻雀星人 VS 地球代表 (地球代表として優勝) 地球防衛
- 金沢麻雀王決定戦 2連覇(第17回・第18回)

## Mリーグ
| シーズン | チーム                 | 半荘 | 個人スコア | 個人スコア | 個人スコア | 最高スコア | 最高スコア | 4着回避率 | 4着回避率 | 連対率 | トップ率 | 平均 着順 | 1着 | 1.5 | 2着 | 2.5 | 3着 | 3.5 | 4着 | 参照   |
| シーズン | チーム                 | 半荘 | Pt         | 順位       | 平均       | 点         | 順位       | 率        | 順位      | 連対率 | トップ率 | 平均 着順 | 1着 | 1.5 | 2着 | 2.5 | 3着 | 3.5 | 4着 | 参照   |
| -------- | ---------------------- | ---- | ---------- | ---------- | ---------- | ---------- | ---------- | --------- | --------- | ------ | -------- | --------- | --- | --- | --- | --- | --- | --- | --- | ------ |
| 2021-22  | セガサミーフェニックス | 16   | 55.9       | 15/32      | 3.5        | 77,200     | 4/32       | 0.7500    | 15T/32    | 43.8%  | 31.3%    | 2.50      | 5   | 0   | 2   | 0   | 5   | 0   | 4   | [ 20 ] |
| 2022-23  | セガサミーフェニックス | 24   | 163.0      | 9/32       | 6.8        | 69,500     | 9/32       | 0.7500    | 16T/32    | 54.2%  | 33.3%    | 2.38      | 8   | 0   | 5   | 0   | 5   | 0   | 6   | [ 21 ] |
| 2023-24  | セガサミーフェニックス | 21   | ▲231.6     | 34/36      | ▲11.0      | 46,700     | 33/36      | 0.6667    | 32/36     | 47.6%  | 14.3%    | 2.69      | 3   | 0   | 7   | 1   | 3   | 0   | 7   | [ 22 ] |
| 2025-26  | BEAST X                |      |            | ?/40       |            |            | ?/40       |           | ?/40      |        |          |           |     |     |     |     |     |     |     | [ 23 ] |
| 通算     | 通算                   | 61   | ▲12.7      | ▲12.7      | ▲0.2       | 77,200     | 77,200     | 72.1%     | 72.1%     | 49.2%  | 26.2%    | 2.52      | 16  | 0   | 14  | 1   | 13  | 0   | 17  |        |

- 個人賞は規定打荘数（20半荘）以上の選手が対象
- 着順の1.5、2.5、3.5は1着同着、2着同着、3着同着

| シーズン               | チーム                 | 半荘                   | 個人スコア             | 個人スコア             | 最高スコア             | 4着回避率              | 連対率                 | トップ率               | 平着                   | 1着                    | 1.5                    | 2着                    | 2.5                    | 3着                    | 3.5                    | 4着                    |                        |
| シーズン               | チーム                 | 半荘                   | Pt                     | 平均                   | 最高スコア             | 4着回避率              | 連対率                 | トップ率               | 平着                   | 1着                    | 1.5                    | 2着                    | 2.5                    | 3着                    | 3.5                    | 4着                    |                        |
| セミファイナルシリーズ | セミファイナルシリーズ | セミファイナルシリーズ | セミファイナルシリーズ | セミファイナルシリーズ | セミファイナルシリーズ | セミファイナルシリーズ | セミファイナルシリーズ | セミファイナルシリーズ | セミファイナルシリーズ | セミファイナルシリーズ | セミファイナルシリーズ | セミファイナルシリーズ | セミファイナルシリーズ | セミファイナルシリーズ | セミファイナルシリーズ | セミファイナルシリーズ | セミファイナルシリーズ |
| ---------------------- | ---------------------- | ---------------------- | ---------------------- | ---------------------- | ---------------------- | ---------------------- | ---------------------- | ---------------------- | ---------------------- | ---------------------- | ---------------------- | ---------------------- | ---------------------- | ---------------------- | ---------------------- | ---------------------- | ---------------------- |
| 2021-22                | セガサミーフェニックス | 2                      | 6.3                    | 3.2                    | 33,400                 | 50.0%                  | 50.0%                  | 50.0%                  | 2.50                   | 1                      | 0                      | 0                      | 0                      | 0                      | 0                      | 1                      |                        |
| セミファイナル通算     | セミファイナル通算     | 2                      | 6.3                    | 3.2                    | 33,400                 | 50.0%                  | 50.0%                  | 50.0%                  | 2.50                   | 1                      | 0                      | 0                      | 0                      | 0                      | 0                      | 1                      |                        |
| ファイナルシリーズ     |                        |                        |                        |                        |                        |                        |                        |                        |                        |                        |                        |                        |                        |                        |                        |                        |                        |
| 2021-22                | セガサミーフェニックス | 2                      | 2.9                    | 1.5                    | 34,100                 | 50.0%                  | 50.0%                  | 50.0%                  | 2.50                   | 1                      | 0                      | 0                      | 0                      | 0                      | 0                      | 1                      |                        |
| ファイナル通算         | ファイナル通算         | 2                      | 2.9                    | 1.5                    | 34,100                 | 50.0%                  | 50.0%                  | 50.0%                  | 2.50                   | 1                      | 0                      | 0                      | 0                      | 0                      | 0                      | 1                      |                        |
| ポストシーズン通算     | ポストシーズン通算     | 4                      | 9.2                    | 2.3                    | 34,100                 | 50.0%                  | 50.0%                  | 50.0%                  | 2.50                   | 2                      | 0                      | 0                      | 0                      | 0                      | 0                      | 2                      |                        |

## 作品

### 映画
- 麻雀最強戦 the movie（2022年11月18日公開、マグネタイズ）監督:原澤遊風[24]

### 一般DVD
- 麻雀女子会 Vol.2 熱海温泉編 和泉由希子・宮内こずえ・東城りお・石田亜沙己（2015年4月1日、日本コロムビア）

### イメージDVD
- 東城りお Rio TIME!（2015年12月18日、イーネットフロンティア）[8]
- 東城りお 女神降臨（2016年12月2日、AMGエンタテインメント）[7][25]

## 出演

### テレビ
- 女神降臨（#116 2015年10月16日、#135 2016年11月18日）
- 光れ!パチスロリーグ（2016年10月-）
- フリースタイル雀ジョン（2016年rec2　モンスター）
- エハラマサヒロのパチバラ3（エンタメ〜テレ、2016年- 2017年）
- パチスロキャノンボール
- 女流雀士 プロアマNo.1決定戦 てんパイクイーン（2016年 - 、テレ朝チャンネル2）- シーズン2、3、5、6、7、8、9に出場
- ういちとヒカルのおもスロい人々#294 #295(2018年)
- Lady's麻雀グランプリ ～CLIMAX～
- 理麗麻雀 ～最強女流ペア決定戦～チーム フォトジェニック(2018年)

### ウェブラジオ
- 宮内こずえ＆東城りおのお願い女神様♡（2024年7月7日 - 、ラジオクロニクル）

## 書籍

### 写真集
- 日本プロ麻雀連盟 女流プロ写真集 国士無双 和泉由希子・高宮まり・東城りお・宮内こずえ ほか 全13名（2013年12月26日、竹書房）ISBN 978-4812497746